# راچوری
راچوری (به لاتین: Rýchory) یک رشته‌کوه در جمهوری چک است که در شهرستان تروتنوف واقع شده‌است. راچوری ۱٬۰۳۳ متر بالاتر از سطح دریا واقع شده‌است.